# Seleção de Futebol das Duas Sicílias
A Seleção de Futebol das Duas Sicílias é a equipe que representa o Reino das Duas Sicílias, um território formado pelas regiões da Itália meridional, a Ilha da Sicília e algumas partes da região do Lácio, em competições de futebol. A região das Duas Sicílias não é reconhecida como um estado soberano e, por isso, a seleção não é afiliada à FIFA nem a UEFA, e, por isso, não pode disputar a Copa do Mundo nem a Eurocopa. A equipe originalmente era filiada à extinta NF-Board, mas desde de maio de 2020, ela é membro da CONIFA.

## História
Em dezembro de 2008, a equipe nacional de futebol das Duas Sicílias foi fundada por uma iniciativa de Guglielmo Di Grezia e Antonio Pagano, com a intenção de participar da Copa do Mundo VIVA de 2009, o que não foi alcançado. No dia 30 de abril de 2009, a seleção disputou sua primeira partida, contra a seleção da Padânia, em Darfo Boario Terme, durante o torneio beneficente "1° Trofeo SMArathon".
Em janeiro de 2010, a seleção se filiou a NF-Board como um membro provisório.
A seleção participou pela primeira vez da Copa do Mundo VIVA em 2010, na quarta edição do torneio e estreou na competição em uma partida contra o Curdistão. A seleção terminou o torneio em 4º lugar, após perder a disputa do terceiro lugar para a Occitânia. No dia 23 de setembro de 2010, a seleção participou da segunda edição do “Trofeo del Mediterraneo”, a qual se sagrou campeã após vencer a Seleção de Gozo e o ASD Castellana.
A seleção é gerida pela Federazione Lega Calcio Due Sicilie.
O primeiro gol da Seleção das Duas Sicílias em partidas internacionais foi marcado por Pietro Cappuccilli, na derrota por 4 a 1 para o Curdistão na Copa do Mundo VIVA de 2010.

## Partidas
| Data                   | Local                            |               | Adversário | Placar |
| ---------------------- | -------------------------------- | ------------- | ---------- | ------ |
| 10 de Junho de 2012    | Carrara, Itália                  | Duas Sicílias | Sardenha   | 3–2    |
| 5 de Junho de 2010     | Copa do Mundo VIVA de 2010, Gozo | Duas Sicílias | Occitânia  | 0–2    |
| 4 de Junho de 2010     | Copa do Mundo VIVA de 2010, Gozo | Duas Sicílias | Padânia    | 0–2    |
| 1 de Junho de 2010     | Copa do Mundo VIVA de 2010, Gozo | Duas Sicílias | Provença   | 1–0    |
| 31 de Maio de 2010     | Copa do Mundo VIVA de 2010, Gozo | Duas Sicílias | Curdistão  | 1–4    |
| 23 de Setembro de 2009 | Avellino, Itália                 | Duas Sicílias | Sardenha   | 3–0    |
| 30 de Abril de 2009    | Brescia, Itália                  | Duas Sicílias | Padânia    | 0–0    |